# Анвельт, Лео
Лео Анвельт (эст. Leo Anvelt; настоящее имя Леопольд Анвельдт (эст. Leopold Anveldt); 4 сентября 1908, Тюри, Ярвамаа — 3 июня 1983, Таллин, Тарту) — эстонский писатель, литературовед и философ.

## Биография
Анвельт учился в Тартуском университете с 1926 по 1933 год и получил степень магистра философии в 1936 году.
В основном Анвельт писал психологические романы и рассказы, переводил философскую и художественную литературу, а также составил сборник культурно-исторических исследований «О. В. Мазинг и современники» (1979).

## Награды
- Премия Фридеберта Тугласа[эст.] 1988 года (посмертно)